# Вулиця Леонтовича (Одеса)
Ву́лиця Леонтовича — одна із вулиць Одеси. Бере початок від перетину із Успенською вулицею і закінчується перетином із Італійським бульваром і початком Французького бульвару.
1.7.1827 (ст. ст.) була відкрита друга межа Порто-франко, яка уявляла собою земляний вал, що огинав центральну частину міста півколом від Херсонської вулиці (нині Пастера) до узбережжя біля Нової фортеці (нині територія парку ім. Т.Г. Шевченка). Після ліквідації межі Порто-франко на місці валу була утворена Старопортофранківська вулиця. У 1897 році Старопотофранківська вулиця була розподілена на дві частини № 1 та № 2.
18.4.1901 року Старопортофранківську вулицю було розділено на чотири частини: власне Старопортофранківську (від Херсонського узвозу до Преображенської, Італійський бульвар (від Земської до Юнкерського училища), Бєлінського (від Юнкерського училища до Олександрівського парку і Лідерсівський бульвар (від вул. Бєлінського до Ланжерону). Вірізок вулиці у приморській частині міста між Успенською вулицею та Італійським бульваром назвали в честь відомого поета і літературного критика Віссаріона Бєлінського. Існує згадка про те, що вже у 1890 році даний відрізок мав назву Стурдзівська вулиця, в честь засновника богодільні, мецената Олександра Стурдзи. Однак у адресних довідниках 1899—1904 років, а також на картах відрізок позначений як Старопортофранківська вулиця.
Під назвою «Бєлінського» вулиця проіснувала до 19 травня 2016 року, коли її назву було змінено на честь українського композитора Миколи Леонтовича.

## Галерея

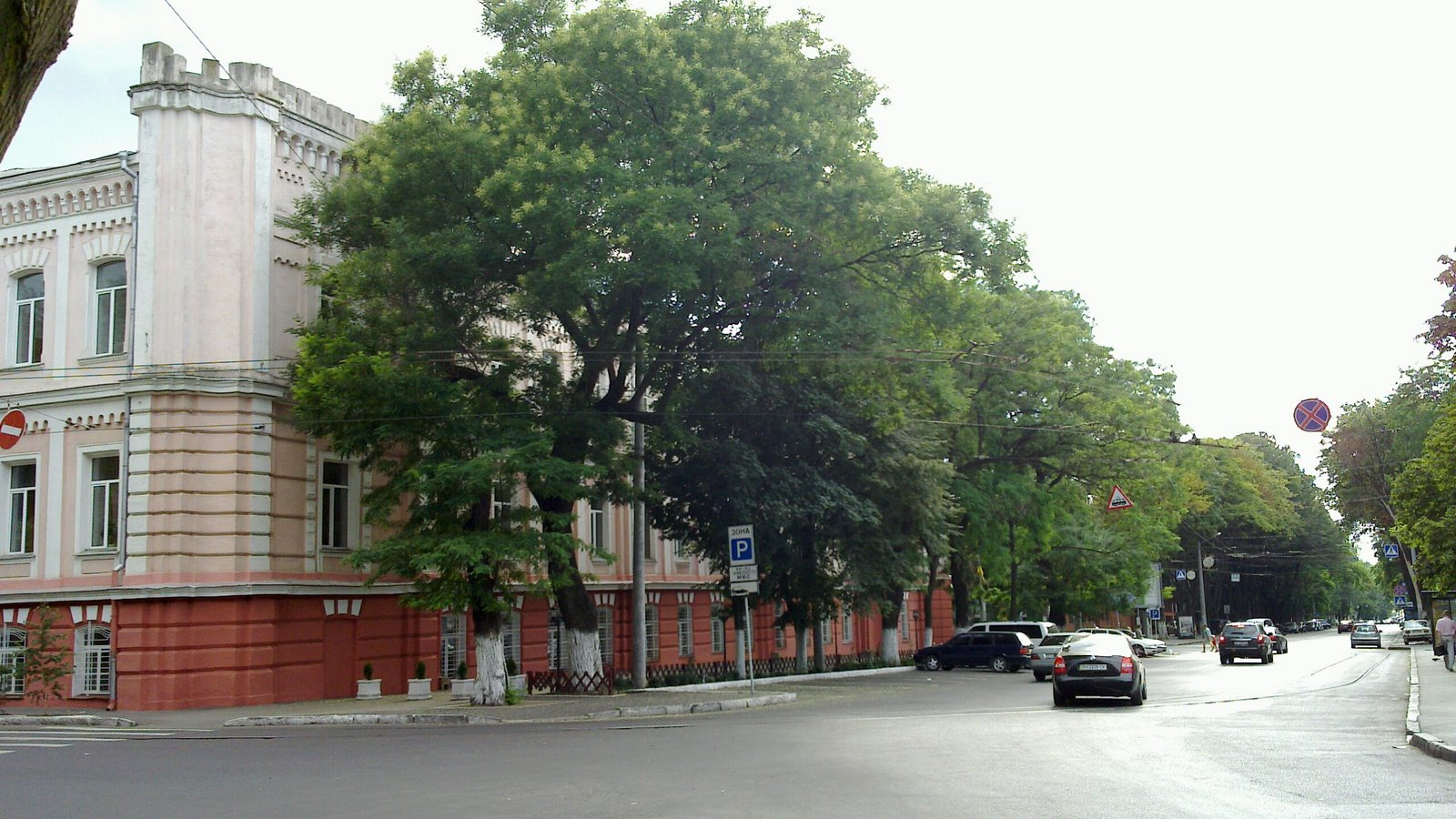
Початок вулиці - на розі із вулицею Успенською
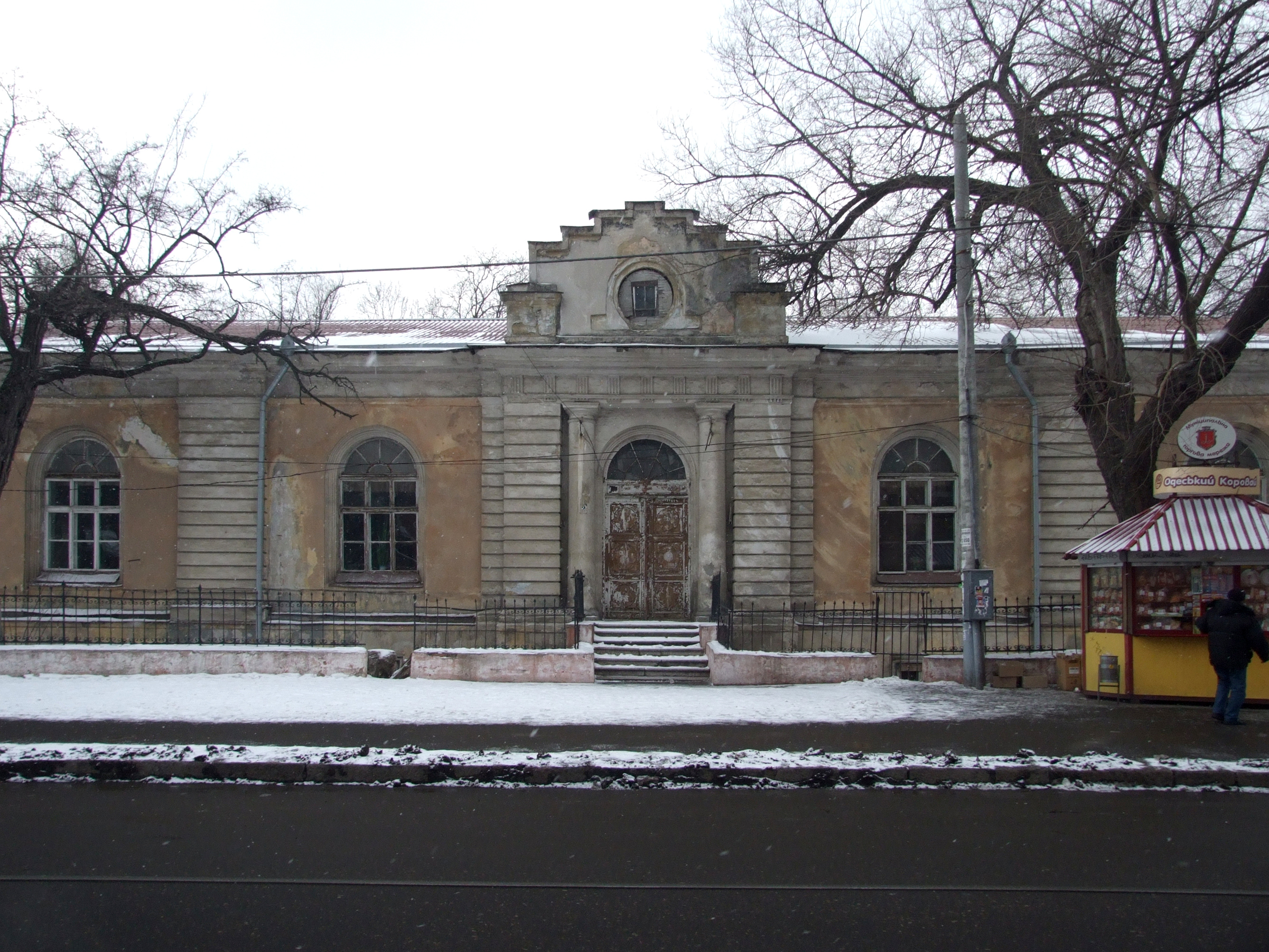
Історична будівля Стурдзівської богодільні
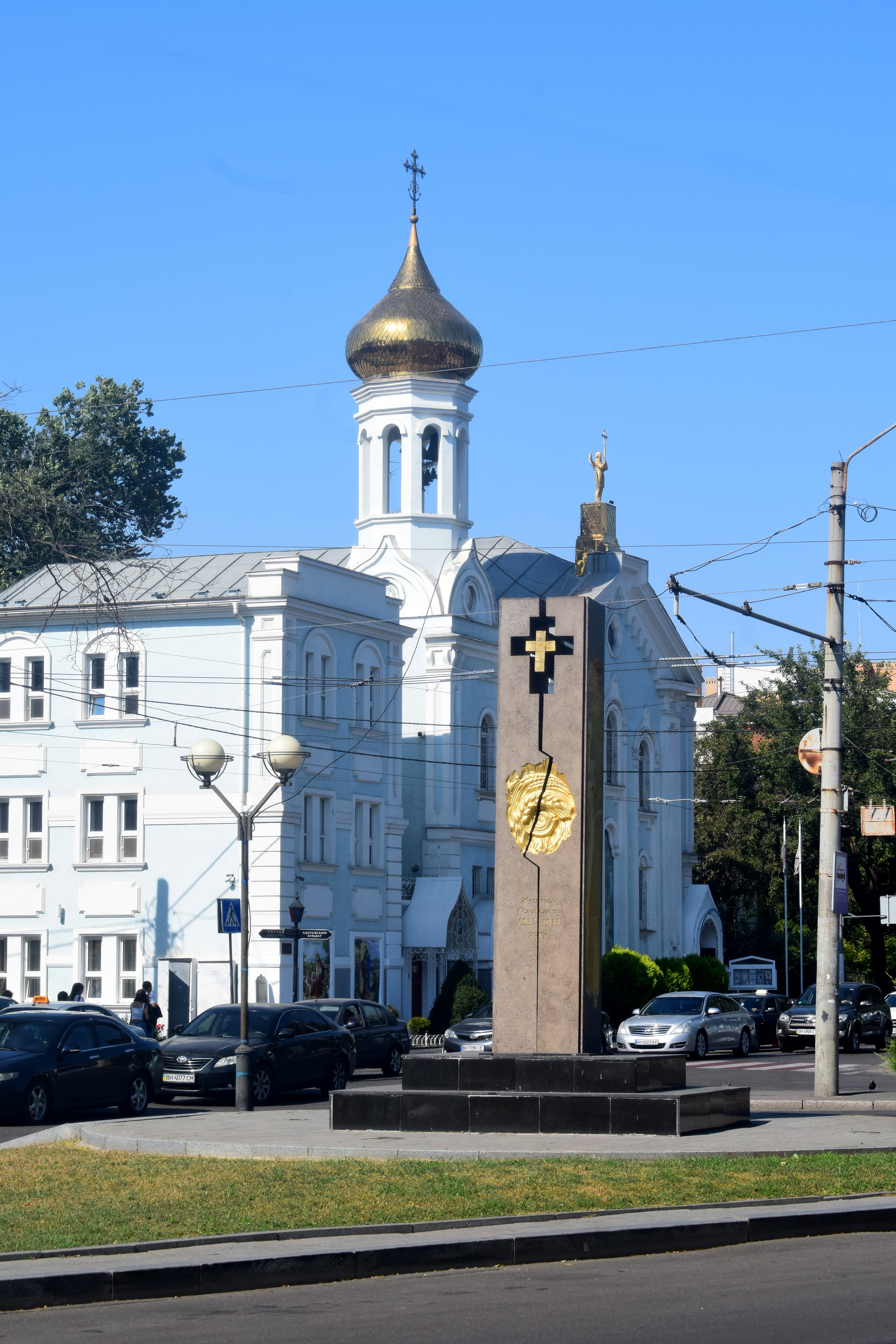
Вигляд на Скорбутну церкву і меморіал Голодомору
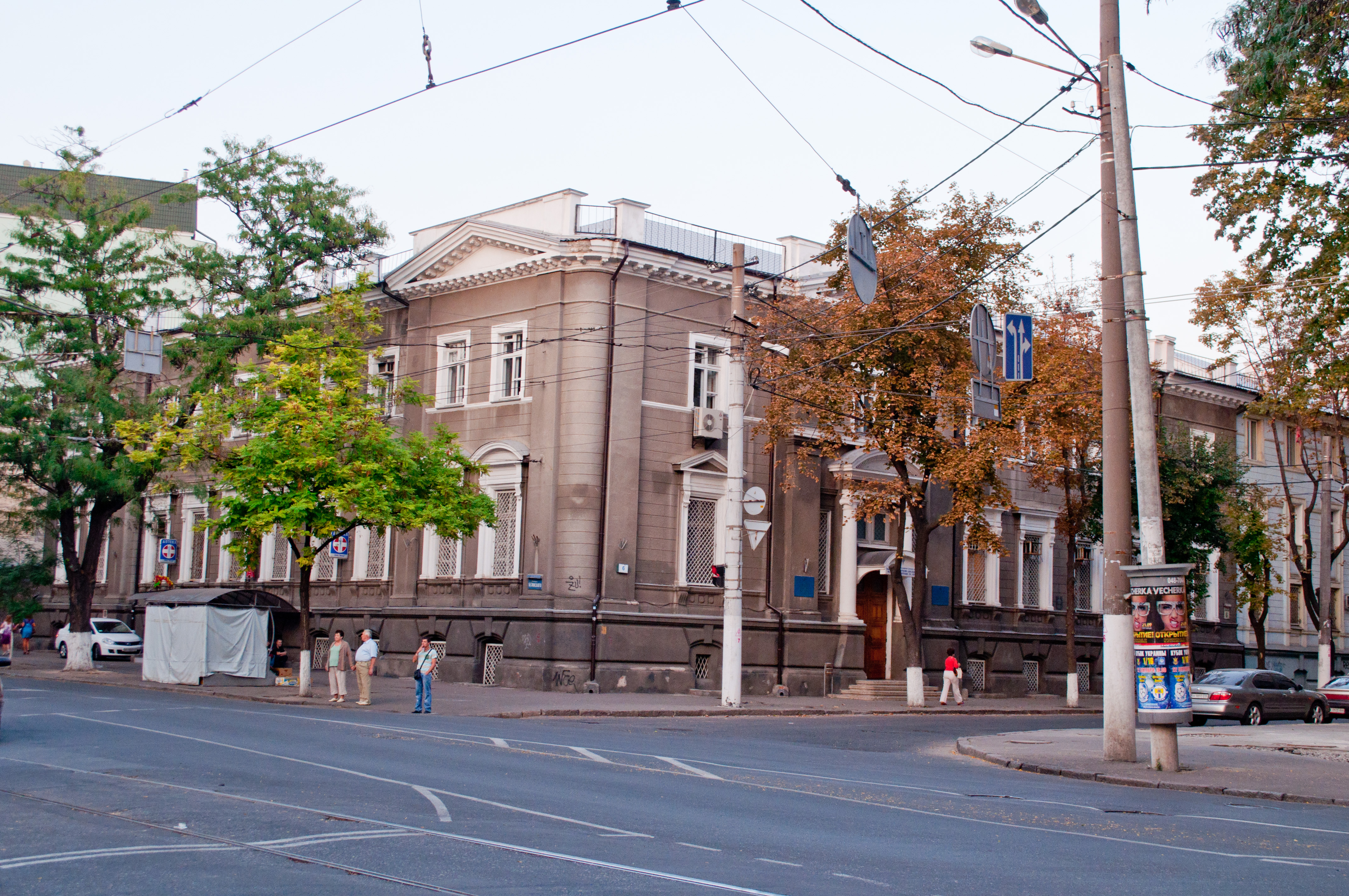
Перетин із вулицею Великою Арнаутською і пров. Джевецького
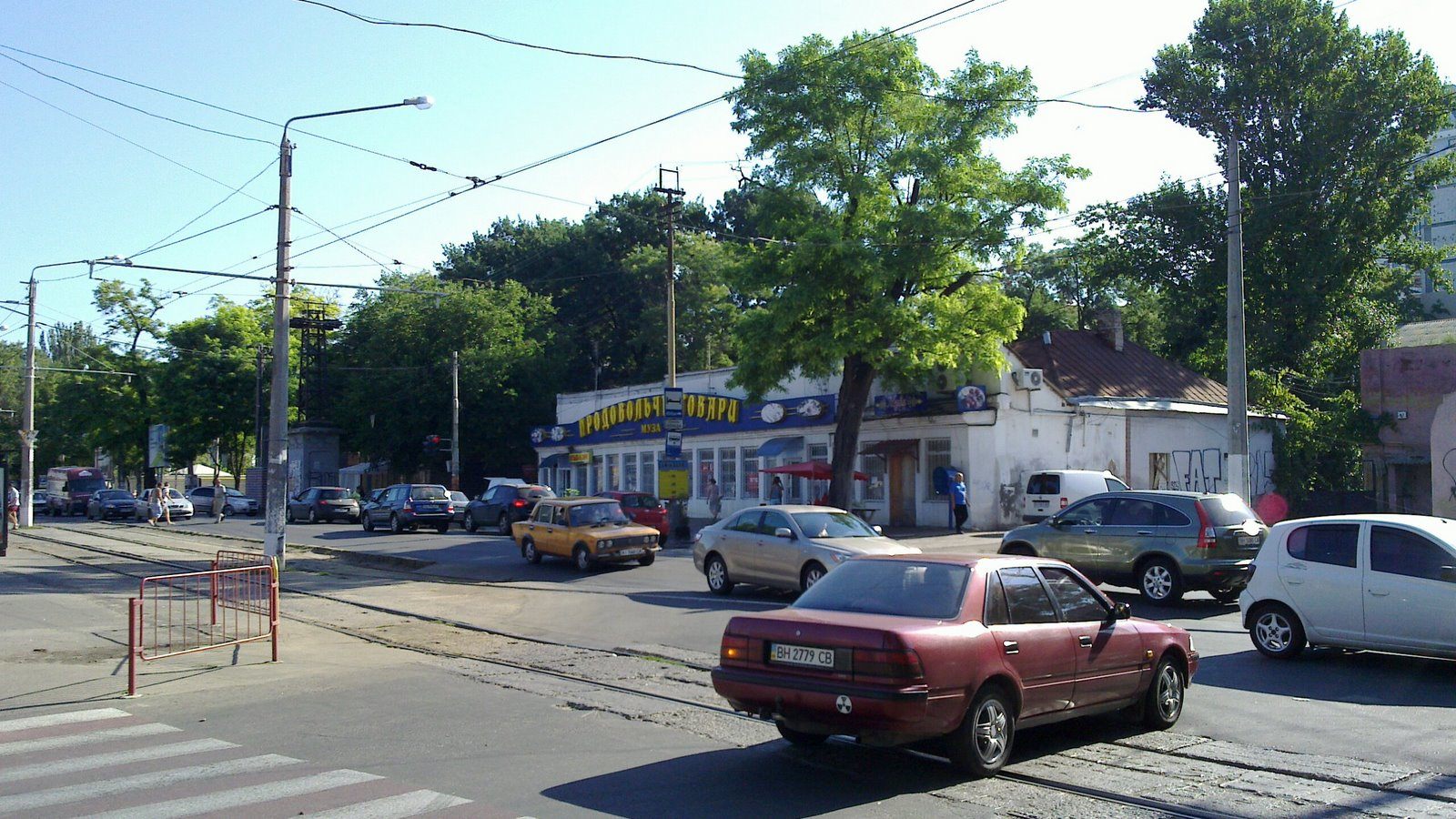
Кінець вулиці - перехрестя із Італійським і Французьким бульварами.